# Kim Woo-jin (boogschutter)
Kim Woo-jin (Koreaans: 김우진) (Okcheon ((Gyeongsangnam-do), 20 juni 1992) is een Zuid-Koreaans boogschutter.

## Carrière
Kim speelde in 2016 op de Olympische Spelen, hij schoot de hoogste score van het deelnemers veld en brak met een score van 700 punten op de maximale 720 ook het wereldrecord en Olympisch record. Ondanks deze hoge score werd hij verrassend uitgeschakeld door Riau Ega Agatha in de tweede ronde. In de team categorie won hij wel goud.
Hij nam in 2011, 2015, 2017 en 2019 deel aan het wereldkampioenschap, zowel in 2011 als in 2015 werd hij wereldkampioen. Hij is een van de succesvolste schutters in de World Cup met meerdere gouden medailles. Hij heeft zes eindoverwinningen in de World Cup op zak in of gemengd of individueel.

## Erelijst

### Olympische Spelen
- 2016:  Rio de Janeiro (team)
- 2020:  Tokio (team)
- 2024:  Parijs (gemengd)
- 2024:  Parijs (individueel)

### Wereldkampioenschap
- 2011:  Turijn (team)
- 2011:  Turijn (individueel)
- 2015:  Kopenhagen (team)
- 2015:  Kopenhagen (individueel)
- 2017:  Mexico-Stad (team)
- 2019:  's-Hertogenbosch (team)
- 2021:  Yankton (individueel)
- 2021:  Yankton (gemengd)
- 2021:  Yankton (team)

### Universiade
- 2011:  Shenzhen (individueel)
- 2015:  Gwangju (individueel)
- 2015:  Gwangju (team)
- 2017:  Taipei (individueel)
- 2017:  Taipei (team)

### Aziatische Spelen
- 2010:  Guangzhou (individueel)
- 2010:  Guangzhou (team)
- 2018:  Jakarta (individueel)
- 2018:  Jakarta (team)

### Aziatisch kampioenschap
- 2019:  Bangkok (individueel)
- 2019:  Bangkok (gemengd)
- 2019:  Bangkok (team)

### World Cup
- 2010:  Ogden (individueel)
- 2010:  Shanghai (team)
- 2011:  Poreč (team)
- 2011:  Poreč (individueel)
- 2011:  Antalya (gemengd)
- 2012:  Antalya (individueel)
- 2012:  Tokio (finale, individueel)
- 2014:  Medellín (individueel)
- 2014:  Medellín (team)
- 2014:  Antalya (gemengd)
- 2014:  Antalya (team)
- 2015:  Shanghai (team)

- 2015:  Shanghai (individueel)
- 2015:  Shanghai (gemengd)
- 2015:  Antalya (team)
- 2015:  Antalya (individueel)
- 2015:  Antalya (gemengd)
- 2015:  Mexico-Stad (finale, individueel)
- 2015:  Mexico-Stad (finale, gemengd)
- 2016:  Medellín (team)
- 2016:  Medellín (gemengd)
- 2016:  Antalya (individueel)
- 2016:  Antalya (team)
- 2017:  Shanghai (team)

- 2017:  Shanghai (individueel)
- 2017:  Shanghai (gemengd)
- 2017:  Salt Lake City (individueel)
- 2017:  Berlijn (team)
- 2017:  Berlijn (gemengd)
- 2017:  Berlijn (individueel)
- 2017:  Rome (finale, gemengd)
- 2017:  Rome (finale, individueel)
- 2018:  Shanghai (team)
- 2018:  Shanghai (individueel)
- 2018:  Shanghai (gemengd)
- 2018:  Antalya (gemengd)

- 2018:  Antalya (individueel)
- 2018:  Antalya (team)
- 2018:  Berlijn (team)
- 2018:  Samsun (finale, gemengd)
- 2018:  Samsun (finale, individueel)
- 2019:  Medellín (individueel)
- 2019:  Medellín (team)
- 2019:  Medellín (gemengd)
- 2019:  Shanghai (team)
- 2019:  Shanghai (individueel)
- 2019:  Moskou (finale, gemengd)

1904: George Bryant ·
1908: William Dod ·
1972: John Williams ·
1976: Darrell Pace ·
1980: Tomi Poikolainen ·
1984: Darrell Pace ·
1988: Jay Barrs ·
1992: Sébastien Flute ·
1996: Justin Huish ·
2000: Simon Fairweather ·
2004: Marco Galiazzo ·
2008: Viktor Roeban ·
2012: Oh Jin-hyek ·
2016: Ku Bon-chan ·
2020: Mete Gazoz ·
2024: Kim Woo-jin
1988: Chun/Lee/Park ·
1992: Holgado/Menéndez/Vázquez ·
1996: Huish/Johnson/White ·
2000: Jang/Kim/Ok ·
2004: Im/Jang/Park ·
2008: Im/Lee/Park ·
2012: Frangilli/Galiazzo/Nespoli ·
2016: Kim/Ku/Lee ·
2020: Kim J/Kim W/Oh ·
2024: Kim J/Kim W/Lee
2020: An San/Kim Je-deok ·
2024: Lim Si-hyeon/Kim Woo-jin
1978: Ichiro Shimamura ·
1982: Hiroshi Yamamoto ·
1986: Takayoshi Matsushita ·
1990: Yang Chung-hoon ·
1994: Park Kyung-mo ·
1998: Han Seung-hoon ·
2002: Hiroshi Yamamoto ·
2006: Im Dong-hyun ·
2010: Kim Woo-jin ·

2014: Oh Jin-hyek ·
2018: Kim Woo-jin